# Hliński Wierch
Hliński Wierch (słow. Holý vrch, Hlinov vrch, 1863 m) – szczyt w grani Hliny w słowackich Tatrach Zachodnich. Jest to mało wybitny szczyt, ale ma znaczenie topograficzne, gdyż opadająca z Kamienistej, długa (ok. 3 km) i dotąd nierozgałęziona grań Hliny na Hlińskim Wierchu wreszcie rozgałęzia się. We wschodnim kierunku odgałęzia się od niej krótki grzbiet, wkrótce dzielący się na dwie odnogi tworzące obramowanie dla głębokiego Suchego Żlebu. Drugi, dłuższy grzbiet opada w południowym kierunku do Podbańskiej. Niżej odgałęzia się od niego w południowo-wschodnim kierunku krótki grzbiet do Rzeżuchowej Kopy.
Zachodnie stoki Hlińskiego Wierchu stromo opadają do Doliny Kamienistej, wschodnie (przez Suchy Żleb) do Doliny Cichej. Partie wierzchołkowe są trawiaste, niżej zgodnie z piętrowym układem roślinności porośnięte kosodrzewiną lub lasem. Granica kosodrzewiny i lasu jest tu jednak sztucznie obniżona w wyniku kilkuwiekowego pasterstwa. Słowacka nazwa (Holý vrch, tzn. goły wierch) wskazuje, że wierch ten kiedyś musiał być jeszcze bardziej goły (tzn. trawiasty lub piarżysty). Polska mapa podaje również jego inną nazwę (Hlinov vrch). Po zniesieniu pasterstwa kosodrzewina z powrotem zarasta trawiaste tereny, zajmując należne sobie miejsce w typowym dla Tatr piętrowym układzie roślinności.